# 冪零リー環
数学において、冪零リー環（べきれいリーかん、英: nilpotent Lie algebra）とはリー環のクラスの1つである。この記事では、線型空間やリー環は全て体 {\displaystyle \mathbb {K} } 上有限次元のものとする。

## 定義
リー環 {\displaystyle {\mathfrak {g}}} が冪零 (nilpotent) であるとは、次の同値な条件のいずれかが成り立つことをいう。
- 十分大きな {\displaystyle p} に対して {\displaystyle {\mathcal {C}}^{p}{\mathfrak {g}}=\{0\}} となる。

ここで、 {\displaystyle {\mathcal {C}}^{p}{\mathfrak {g}}} は降中心列とした。則ち、 {\displaystyle {\mathcal {C}}^{0}{\mathfrak {g}}={\mathfrak {g}},\ {\mathcal {C}}^{p+1}{\mathfrak {g}}=[{\mathfrak {g}},C^{p}{\mathfrak {g}}]\;(p\in \mathbb {N} )} とした。
- 十分大きな {\displaystyle p} に対して {\displaystyle {\mathcal {C}}_{p}{\mathfrak {g}}={\mathfrak {g}}} となる。

ここで、 {\displaystyle {\mathcal {C}}_{p}{\mathfrak {g}}} は昇中心列とした。則ち、 {\displaystyle {\mathcal {C}}_{0}{\mathfrak {g}}=\{0\}} として、 {\displaystyle p\in \mathbb {N} } に対して {\displaystyle {\mathcal {C}}_{p+1}{\mathfrak {g}}} は商写像 {\displaystyle {\mathfrak {g}}\to {\mathfrak {g}}/{\mathcal {C}}_{p}{\mathfrak {g}}} に関する {\displaystyle {\mathfrak {g}}/C_{p}{\mathfrak {g}}} の中心の逆像とする。
- イデアルの減少列 {\displaystyle {\mathfrak {g}}={\mathfrak {g}}_{0}\supset {\mathfrak {g}}_{1}\supset \dots \supset {\mathfrak {g}}_{p}=0} で、各 {\displaystyle i=0,\dots ,p-1} に対して {\displaystyle [{\mathfrak {g}},{\mathfrak {g}}_{i}]\subset {\mathfrak {g}}_{i+1}} を満たすものが存在する。
- イデアルの減少列 {\displaystyle {\mathfrak {g}}={\mathfrak {g}}_{0}\supset {\mathfrak {g}}_{1}\supset \dots \supset {\mathfrak {g}}_{p}=0} で、各 {\displaystyle i=0,\dots ,p-1} に対して {\displaystyle [{\mathfrak {g}},{\mathfrak {g}}_{i}]\subset {\mathfrak {g}}_{i+1}} かつ {\displaystyle \dim {\mathfrak {g}}_{i}/{\mathfrak {g}}_{i+1}=1} となるものが存在する。
- 十分大きな {\displaystyle p} に対して、任意の {\displaystyle X_{0},\dots ,X_{p-1}\in {\mathfrak {g}}} が {\displaystyle (\operatorname {ad} X_{0})\circ \dots \circ (\operatorname {ad} X_{p-1})=0} を満たす。
- 任意の {\displaystyle X\in {\mathfrak {g}}} に対して {\displaystyle \operatorname {ad} X\colon {\mathfrak {g}}\to {\mathfrak {g}}} は冪零である。

最後の条件が他の条件から従うことは冪零表現に関するエンゲルの定理の系である。

## 例
- 対角成分が0であるような上三角行列全体からなるリー環は冪零である。
- ハイゼンベルク代数（英語版）や梯子リー環は冪零リー環である。
- 0以外において固定点を持たない素数周期の自己同型を持つリー環は冪零である[3]。
- 微分リー環に線形写像として可逆なものが存在するリー環は冪零である[4]。
- 上とは対称的に、微分リー環のすべての元が線形写像として冪零であるリー環は冪零である（なぜならば、随伴表現も冪零となるから）。このようなリー環は特性的冪零リー環と呼ばれる[5]。リー環が特性的冪零であることは、微分リー環が冪零リー環になることと同値である[6]。

## 基本的な性質
- すべての冪零リー環は可解である[7]。しかしながら、一般には、逆は成り立たない。例えば、すべての上三角行列からなるリー環は可解だが冪零でない。
- 冪零リー環の部分リー環と商リー環および中心拡大は冪零である。また、有限個の冪零リー環の直積は冪零である[8]。
- 冪零リー環のキリング形式は0である[9]。しかしながら、一般にはこの逆は成り立たない。例えば、n 次正方行列 A が tr(A2) = 0 かつ det A ≠ 0 を満たすとき、半直積 {\displaystyle \mathbb {K} ^{n}\rtimes \mathbb {K} A} は可解だが冪零ではない。
- 冪零リー環は外部自己同型（英語版）を持つ[10]。

## カルタン部分環
リー環の冪零部分リー環で、その正規化リー環がそれ自身になるものをカルタン部分環と呼ぶ。カルタン部分環は極大冪零部分リー環となるが、極大冪零部分リー環がカルタン部分環になるとは限らない。また、半単純リー環のカルタン部分環は可換であり、その元はすべて半単純元となる。